# Weinwartshof
Der Weinwartshof ist ein am Ostrand von Muckendorf an der Donau liegender, ehemaliger Gutshof.
Der inmitten eines ausgedehnten Parks liegende Meierhof, dessen Hauptgebäude heute schlossartig ausgebaut ist, geht auf das Lehen des Wirtschaftshofes im „Weinwerd“ zurück, welches die Ritter Matseber von 1390 bis 1501 besaßen und das um 1421 zu einem festen Haus umgestaltet wurde. Zu Beginn des 19. Jahrhunderts war das Schloss, von dem nur der Ostteil erhalten ist, noch doppelt so groß wie heute. Bei der Volkszählung 1961 wurde Weinwartshof mit 2 Häusern und 20 Einwohnern als Ortschaftsbestandteil von Muckendorf ausgewiesen.